# East Gosford
East Gosford är en del av en befolkad plats i Australien. Den ligger i kommunen Gosford Shire och delstaten New South Wales, i den sydöstra delen av landet, omkring 49 kilometer norr om delstatshuvudstaden Sydney.
Närmaste större samhälle är Umina, omkring 10 kilometer söder om East Gosford. 
I omgivningarna runt East Gosford växer i huvudsak städsegrön lövskog. Genomsnittlig årsnederbörd är 1 286 millimeter. Den regnigaste månaden är februari, med i genomsnitt 201 mm nederbörd, och den torraste är juli, med 36 mm nederbörd.